# Ōkami kakushi
Ōkami kakushi (おおかみかくし?) è una visual novel prodotta e pubblicata dalla Konami per PlayStation Portable, con Ryukishi07 (Higurashi no naku koro ni, Umineko no naku koro ni) come direttore di gioco e PEACH-PIT (Rozen Maiden, Shugo Chara!) come character designer. Il romanzo è stato pubblicato il 20 agosto 2009 in Giappone in occasione del 76° Comiket, mentre un adattamento anime è stato trasmesso dall'8 gennaio 2010 al 26 marzo 2010, su TBS.

## Trama
Un ragazzo di 16 anni, Hiroshi Kuzumi, si è trasferito in una nuova città sulle montagne. La città è separata in due parti da un fiume, la "nuova" e la "vecchia", e molti misteri si celano in questa città. Un giorno, una sua compagna di classe, Kushinada Nemura, dà un consiglio al nuovo arrivato: "Stai lontano dalla vecchia città". È lì che mistero e terrore lo attendono.

## Anime
Un adattamento anime, prodotto da AIC e diretto da Nobuhiro Takamoto, viene trasmesso in Giappone sulla TBS dall'8 gennaio 2010 fino al 26 marzo 2010. L'anime viene anche trasmesso su altri canali inclusi SUN TV e BS-TBS. La sigla di apertura è "Toki no mukō maboroshi no sora" (時の向こう 幻の空, "Attraverso il tempo, cielo di illusioni") delle FictionJunction, mentre la sigla di chiusura è "Tsukishirube" (月導, "Segni della luna") di Yuuka Nanri, che è anche un membro delle FictionJunction.

### Episodi
| Nº | Titolo italiano Giapponese 「Kanji」 - Rōmaji                   | In onda          | In onda |
| Nº | Titolo italiano Giapponese 「Kanji」 - Rōmaji                   | Giapponese       |         |
| 1  | La città di Jouga 「嫦娥町」 - Jōgamachi                        | 8 gennaio 2010   |         |
| 2  | Fratello e sorella 「兄妹」 - Kyōdai                            | 15 gennaio 2010  |         |
| 3  | Impulso 「衝動」 - Shōdō                                        | 22 gennaio 2010  |         |
| 4  | Premonizione 「予感」 - Yokan                                   | 29 gennaio 2010  |         |
| 5  | Fuga 「暴走」 - Bōsō                                            | 5 febbraio 2010  |         |
| 6  | Amore 「恋」 - Koi                                              | 12 febbraio 2010 |         |
| 7  | Perdita 「喪失」 - Sōshitsu                                     | 19 febbraio 2010 |         |
| 8  | Complicazioni 「錯綜」 - Sakusō                                 | 26 febbraio 2010 |         |
| 9  | Stanza segreta 「密室」 - Misshitsu                             | 5 marzo 2010     |         |
| 10 | Hassaku Festival 「八朔」 - Hassakusai                          | 12 marzo 2010    |         |
| 11 | Decesso 「終焉」 - Shūen                                        | 19 marzo 2010    |         |
| 12 | La Misteriosa Storia di Jouga 「嫦娥町奇譚」 - Jōga-machi kitan | 26 marzo 2010    |         |

### Personaggi
- Kuzumi Hiroshi (九澄博士) - Doppiatore: Yuu Kobayashi
- Kuzumi Mana (九澄マナ) - Doppiatore: Saki Fuujita
- Kuzumi Masaaki (九澄正明) - Doppiatore: Keiji Fujiwara
- Kushinada Nemuru (櫛名田眠) - Doppiatore: Mariya Ise
- Kushinada Shigetsugu (櫛名田重次) - Doppiatore: Fumihiko Tachiki
- Kushinada Juuzou (櫛名田重三) - Doppiatore: Tamio Ooki
- Tsumuhana Isuzu (摘花五十鈴) - Doppiatore: Emily Katou
- Tsumuhana Issei (摘花一誠) - Doppiatore: Nobuhiko Okamoto
- Asagiri Kaname (朝霧かなめ) - Doppiatore: Mai Fuchigami
- Mana Kaori (真那香織) - Doppiatore: Yuuko Gotou
- Sakaki Shunichirou (賢木儁一郎) - Doppiatore: Kouji Yusa
- Washiu Miyuki (鷲羽美幸) - Doppiatore: Katsuyuki Konishi